# Tiberius Claudius Pollio (Agoranom)
Tiberius Claudius Pollio war ein Angehöriger des römischen Ritterstandes (Eques).
Durch eine Inschrift in griechischer Sprache auf einem Bleigewicht, das in Metropolis gefunden wurde, ist belegt, dass ein Tiberius Claudius Agoranom und Eques war. Vermutlich war er ein eques a militiis (ἱππικὸς ἀπὸ χειλιαρχείας), der bereits militärische Posten im Rahmen der ritterlichen Laufbahn übernommen hatte (siehe Tres militiae), falls eine Ergänzung der Inschrift zutreffend ist.
Durch eine unvollständig erhaltene Inschrift, die in Ephesos gefunden wurde, ist belegt, dass ein Pollio sowohl Kommandeur (Präfekt) der Cohors I Thracum Syriacum als auch Tribunus in der Legio I Italica war.
Der Agoranom Tiberius Claudius ist möglicherweise mit dem Präfekten Pollio identisch.